# ییریکوویتسه
ییریکوویتسه (به چکی: Jiříkovice) یک منطقهٔ مسکونی در جمهوری چک است که در ناحیه برنو-تسوونتری واقع شده‌است. ییریکوویتسه ۴٫۵۲ کیلومتر مربع مساحت و ۸۵۱ نفر جمعیت دارد و ۲۲۸ متر بالاتر از سطح دریا واقع شده‌است.